# Blahoslav Adamík
Blahoslav Adamík (25. února 1925 Zborovice – 19. ledna 2008 Prostějov) byl český architekt a výtvarník.

## Životopis
Vystudoval Státní reálné gymnázium v Kroměříži a Vysokou školu architektury a pozemního stavitelství na ČVUT v Praze. Od roku 1950 pracoval ve Stavoprojektu v Prostějově; v roce 1959 se s celým pracovištěm přesunul do Olomouce, kde pracoval až do odchodu do důchodu v roce 1985. I po odchodu do penze se aktivně účastnil kulturního dění a byl konzultantem odboru výstavby Městského úřadu Prostějov.
V roce 1998 kandidoval do zastupitelstva Prostějova za Občanskou demokratickou alianci a nezávislé kandidáty, ale neuspěl.

## Dílo

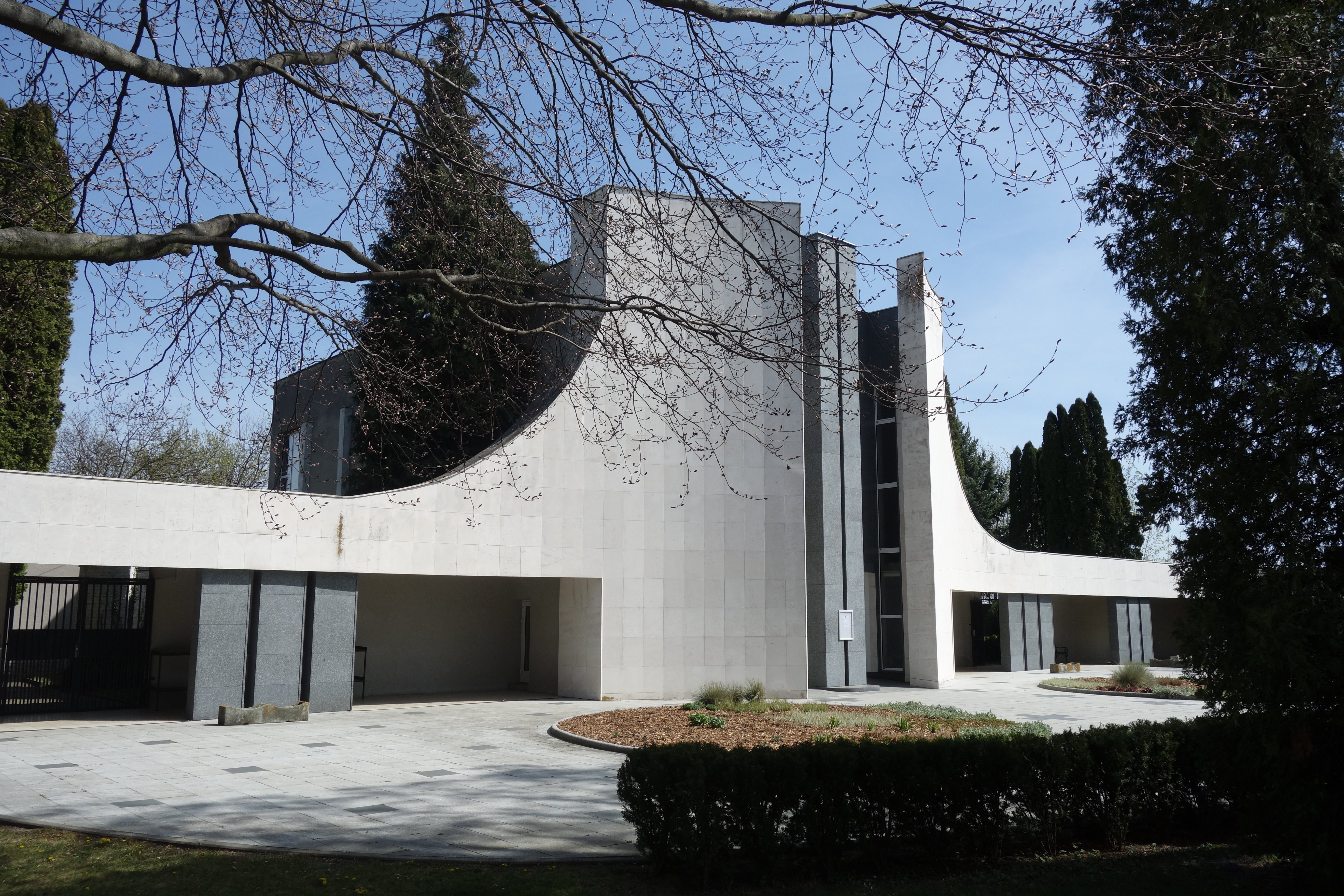
Smuteční síň na Městském hřbitově, Prostějov

- Lázeňský dům Mír, Priessnitzovy lázně, Jeseník
- Centrální prádelna Fakultní nemocnice Olomouc, Olomouc
- Smuteční síň na Městském hřbitově, Prostějov
- Památník letcům z druhé světové války na Městském hřbitově, Prostějov
- Střední průmyslová škola v Bruntále
- Dům služeb v Bruntále
- Obřadní síň v Brodku u Konice